# Županija Kronoberg
Švedska županija Kronoberg formirana je 1674. godine. Pokriva 8 458 četvornih kilometara, što je 2,1 postotaka ukupnog ozemlja Švedske. Glavni je grad Kronoberga, njegovo administrativno i kulturno središte, grad Växjö.

## Općine u Županiji Kronoberg
- 56°33′N 14°08′E / 56.550°N 14.133°E Općina Älmhult

- 56°54′N 14°33′E / 56.900°N 14.550°E Općina Alvesta

- 56°45′N 15°16′E / 56.750°N 15.267°E Općina Lessebo

- 56°50′N 13°56′E / 56.833°N 13.933°E Općina Ljungby

- 56°28′N 13°36′E / 56.467°N 13.600°E Općina Markaryd

- 56°32′N 14°59′E / 56.533°N 14.983°E Općina Tingsryd

- 57°10′N 15°20′E / 57.167°N 15.333°E Općina Uppvidinge

- 56°53′N 14°48′E / 56.883°N 14.800°E Općina Växjö